# Terizinozaur

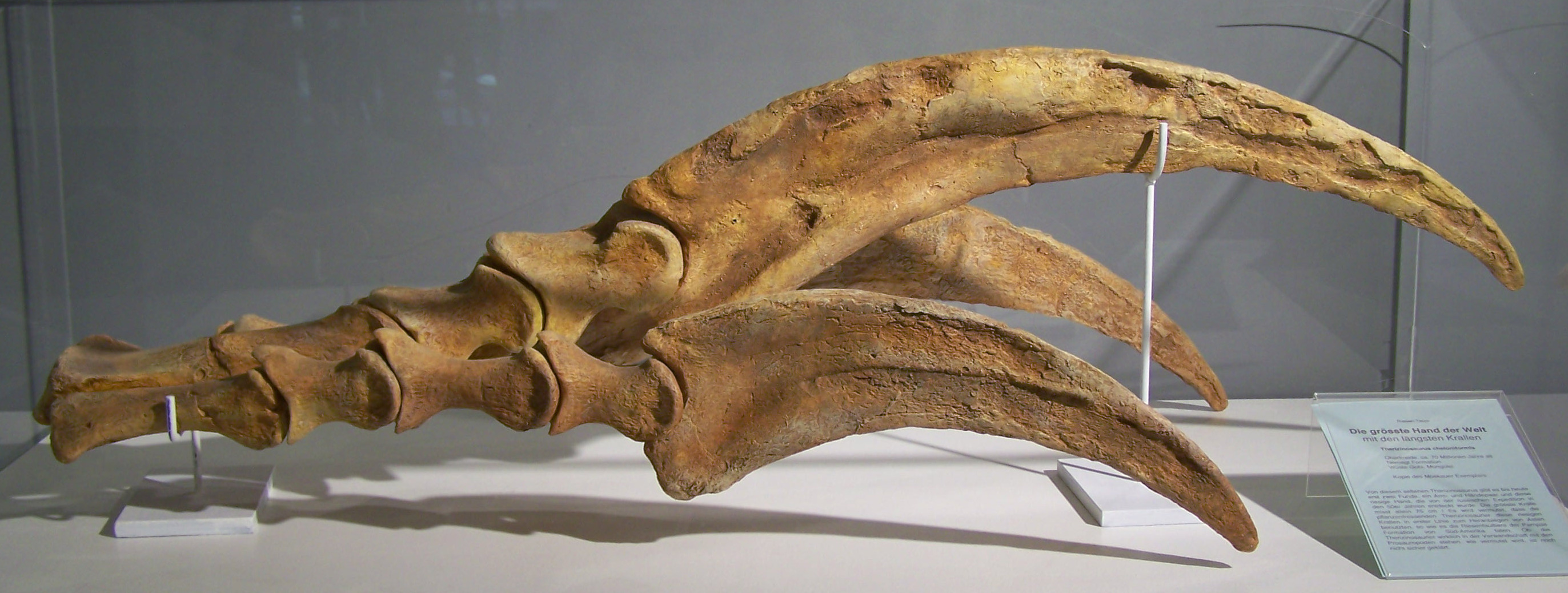
pazury terizinozaura

Terizinozaur (Therizinosaurus) – dinozaur z grupy celurozaurów, z nadrodziny terizinozauroidów. Był największym i jednym z najpóźniejszych przedstawicieli terizinozauroidów.
Żył w okresie późnej kredy (ok. 70 mln lat temu) na terenach Azji. Długość ciała około 10 m, masa ok. 3-6 t. Jego szczątki znaleziono w Mongolii.
Początkowo uważany był za żółwia. Terizinozaur był wielkim teropodem z gigantycznymi, rekordowymi w świecie zwierząt (nawet 70 cm) pazurami w kształcie kosy (z których największy znajdował się na 2 palcu), na przednich dwumetrowych kończynach, długą szyją na której znajdowała się mała głowa, oraz krępą sylwetką i krótkim ogonem. Ogromne pazury terizinozaura mogły służyć do naginania gałęzi, obrony lub rozgrzebywania kopców termitów oraz do ozdoby.
Wciąż toczą się dyskusje na temat odżywiania się terizinozaura. Podobnie jak w przypadku owiraptorów i ornitomimów, trudno jest jednoznacznie stwierdzić, co jadły te dinozaury. Prawdopodobnie terizinozaur był wszystkożerny, lecz głównie żywił się roślinami i owadami. Mógł za życia być opierzony. Pojawił się w specjalnym wydaniu „Wędrówek z dinozaurami” w odcinku pt. „Pazur olbrzyma”.